# Damè
Damè ist eine Stadt und ein Arrondissement im Departement Atlantique in Benin. Es ist eine Verwaltungseinheit, die der Gerichtsbarkeit der Kommune Toffo untersteht.

## Demografie und Verwaltung
Gemäß der Volkszählung von 2013 hatte das Arrondissement 14.987 Einwohner, davon waren 7251 männlich und 7736 weiblich.
Von den 76 Dörfern und Quartieren der Kommune Toffo entfallen zehn auf das Arrondissement Damè:
1. Adjakamè
2. Agbotagon
3. Agon
4. Cogbo-Campement
5. Damè Centre
6. Dolouvi
7. Guèmè
8. Hessavi-Comè
9. Mazounkpa
10. Togo